# Прада, Бруно
Бруно Прада (порт.-браз. Bruno Prada, род. 31 июля 1971, Сан-Паулу, Бразилия) — бразильский яхтсмен, серебряный и бронзовый призёр Олимпийских игр в классе Звёздный, пятикратный чемпион мира (совладелец рекорда в истории класса Звёздный), победитель чемпионатов Европы, Южной Америки, Северной Америки, Бразилии.
Ранее выступал в классе Финн (одиночки).
С 2006 года выступал в экипаже с Робертом Шейдтом в классе Звёздный. В 2006 году бразильская пара выиграла чемпионат Бразилии и чемпионат Южной Америки, а в 2007 году победила и на чемпионате мира. 
На Играх в Пекине бразильцы выиграли серебро, уступив лишь британской паре Ян Перси (олимпийскому чемпиону-2000 в классе Финн) и Эндрю «Барт» Симпсон.
В 2011 и 2012 годах Шейдт и Прада вновь становились чемпионами мира в классе Звёздный. В 2012 году на Олимпийских играх в Лондоне Шейдт/Прада выиграли бронзу в классе Звёздный (первые два места заняли шведский и британский экипажи).
На Олимпийских играх 2016 года в Бразилии Прада не выступал (Шейдт выступал в классе Лазер, где не сумел стать призёром).
В 2016 году в Майами Прада стал чемпионом мира в классе Звёздный вместе с опытным американцем Оджи Диасом, а в 2019 году пятый раз стал чемпионом мира вместе с поляком Матеушем Кушнеревичем. По количеству титулов чемпиона мира в классе Звёздный Прада догнал рекордсмена американца Лоуэлла Норта, побеждавшего в 1940-х — 1970-х годах.